# Irara
A irara, jaguapé, papa-mel ou taira (nome científico: Eira barbara) é um animal onívoro da família dos mustelídeos (Mustelidae). É a única espécie do género Eira. Tem um aspecto semelhante ao das martas e doninhas, podendo atingir um comprimento de até 71 centímetros (não incluindo a cauda, que pode se estender por 46 centímetros). Os machos são maiores e ligeiramente mais musculosos do que as fêmeas. Pesam até sete quilos e têm pelagem curta, marrom escura a preta, que é relativamente uniforme em todo o corpo, membros e cauda. Seus pés têm dedos de comprimento desigual e suas garras são curtas e curvas e adaptadas para escalar e correr.
As iraras são encontradas na maior parte da América do Sul a leste dos Andes, exceto no Uruguai, no leste do Brasil e em quase todas as partes do norte da Argentina. Também são encontrados em toda a América Central, no México até o sul de Veracruz e na ilha de Trindade. Geralmente são encontradas apenas em florestas tropicais e subtropicais, embora possam cruzar pastagens à noite para se mover entre fragmentos de floresta. São escaladores experientes, usando suas longas caudas para se equilibrar. São animais diurnos solitários, embora ocasionalmente ativos durante o fim da tarde ou à noite. São onívoros oportunistas, caçadores roedores e outros pequenos mamíferos, bem como pássaros, lagartos e invertebrados, e escalam árvores para obter frutas e mel.
As populações de iraras selvagens estão diminuindo lentamente. Outros fatores incluem atropelamentos; a aproximação com animais domésticos, o que pode gerar competição por recursos e transmissão de doenças; morte acidental durante a queima de canaviais; e conflitos com avicultores, apicultores e agricultores. A espécie é listada como preocupante na Lista Vermelha da União Internacional para a Conservação da Natureza (UICN), exceto para sua subespécie E. b. senex que é classificada como vulnerável. A espécie foi incluída por Honduras no Apêndice III da Convenção sobre o Comércio Internacional das Espécies da Fauna e da Flora Silvestres Ameaçadas de Extinção. No Brasil, foi classificada como menos preocupante nas listas de São Paulo e Paraná, mas vulnerável no Rio Grande do Sul.

## Etimologia e vernáculos
Irara deriva do tupi Eîrara (ira ou eira, mel, e ra, tomar, pegar) e significa "toma mel". O nome português "papa-mel" confirma essa etimologia.
Taira tem origem obscura, mas provavelmente é tupi, enquanto jaguapé é outro termo de provável origem indígena, que segundo o Dicionário Histórico das Palavras Portuguesas de Origem Tupi (DHPT) pode estar associado com jaguapeba (tupi: *yagua'pewa), que significa "onça", "jaguar"; o Novo Dicionário da Língua Portuguesa o associa ao tupi yawa'pé.
A espécie ainda é referida, em inglês, como tayra e greyheaded tayra; no espanhol como hurón, mayor, amingo, cabeza de mate, gato negro, tolomuco e viejo de monte; em maia de san hol; em cuazá hure. O nome do gênero Eira é derivado do nome indígena do animal na Bolívia e no Peru, enquanto barbara, que deriva do latim barbarus, significa "estranho" ou "estrangeiro".

## Descrição
As iraras são animais longos e esguios com uma aparência semelhante à das doninhas e martas. Variam de 56 a 71 centímetros (22 a 28 polegadas) de comprimento, não incluindo uma cauda espessa de 37 a 46 centímetros de comprimento (15 a 18 polegadas) e pesam 2,7 a 7,0 quilos (6,0 a 15,4 libras). Os machos são maiores e ligeiramente mais musculosos do que as fêmeas. Têm pelo curto, marrom escuro a preto, que é relativamente uniforme em todo o corpo, membros e cauda, exceto por uma mancha amarela ou laranja no peito. O pelo da cabeça e pescoço é muito mais pálido, tipicamente bronzeado ou acinzentado. Os albinos ou indivíduos amarelados também são conhecidos e não são tão raros entre as iraras quanto entre outros mustelídeos.
Os pés têm dedos de comprimento desigual com pontas que formam uma linha fortemente curva quando mantidas juntas. As garras são curtas e curvas, mas fortes, sendo adaptadas para escalar e correr ao invés de cavar. As almofadas dos pés não têm pelos, mas estão rodeadas por pelos sensoriais rígidos. A cabeça tem orelhas pequenas e arredondadas, bigodes longos e olhos pretos com brilho azul esverdeado. Como a maioria dos outros mustelídeos, possuem glândulas odoríferas anais, mas não são particularmente grandes e sua secreção não é tão pungente quanto em outras espécies, e não é usada em autodefesa. Têm um remendo único na garganta que pode ser usado para identificação individual.

## Distribuição ehabitat

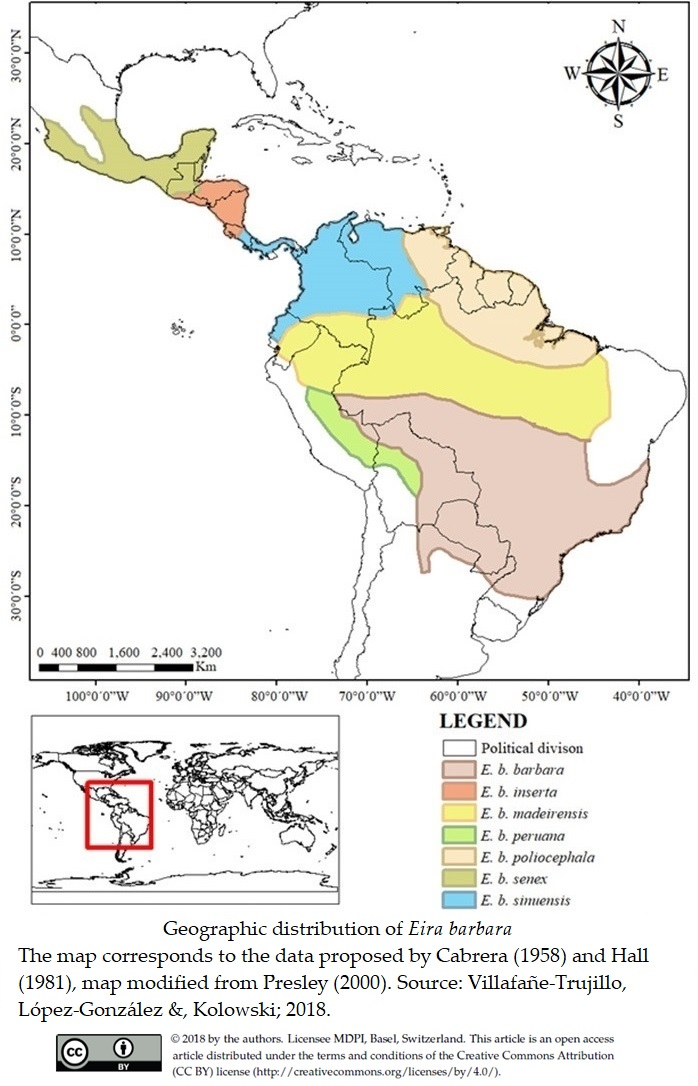
Distribuição das subespécies de irara

As iraras são encontradas na maior parte da América do Sul a leste dos Andes, exceto no Uruguai, no leste do Brasil e em quase todas as partes do norte da Argentina. Também são encontrados em toda a América Central, no México até o sul de Veracruz e na ilha de Trindade. Geralmente são encontradas apenas em florestas tropicais e subtropicais, embora possam cruzar pastagens à noite para se mover entre fragmentos de floresta, e também habitam plantações cultivadas e áreas de cultivo. Não foi encontrada em regiões com mais de 2 400 metros de altitude, sendo rara em altitudes superiores a 1 200 metros. No Brasil, aparece na Mata Atlântica, Floresta Amazônica, Cerrado, Caatinga e Pantanal. No território brasileiro, a densidade populacional varia dependendo do bioma estudado: 0,3 indivíduo por quilômetro quadrado na ilha de Maracá; 6,7 em áreas impactadas ao sul do estado de Roraima; 0,03 a cada 10 quilômetros quadrados na porção da Mata Atlântica situada no Nordeste; 0,37 indivíduo por quilômetro quadrado nas zonas florestais do Pantanal; e 0,48 em áreas de cerrado no Pantanal.

### Subespécies
Pelo menos sete subespécies são reconhecidas atualmente:
- E. b. barbara (norte da Argentina, Paraguai, oeste da Bolívia e centro e sul do Brasil)
- E. b. inserta (do sul da Guatemala ao centro Costa Rica)
- E. b. madeirensis (oeste Equador e norte do Brasil)
- E. b. peruana (Andes orientais no Peru e Bolívia)
- E. b. poliocephala (leste da Venezuela, Guianas e nordeste do Brasil)
- E. b. senex (México central ao norte Honduras)
- E. b. sinuensis (Colômbia, oeste da Venezuela, norte do Equador e Panamá)

## Comportamento e dieta

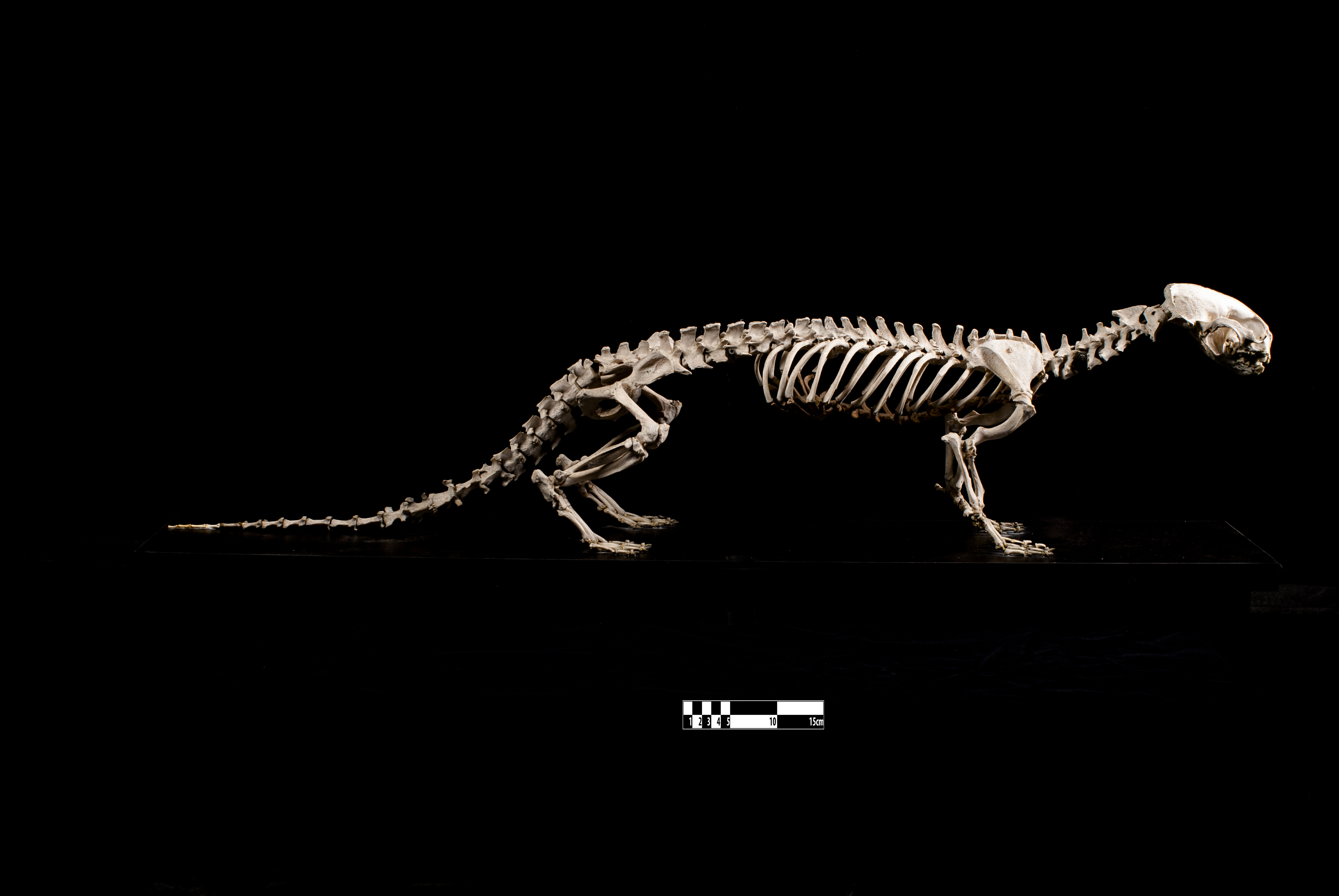
Esqueleto exposto no Museu de Anatomia Veterinária da Faculdade de Medicina Veterinária e Zootecnia da Universidade de São Paulo

São animais diurnos, embora ocasionalmente ativos durante o fim da tarde ou à noite, e quando próximos de territórios ocupados por humanos, tentem a ser crepusculares. Geralmente solitários, podem aparecer em pares, ou mesmo grupos, embora que neste último caso representa uma fêmea e seus filhotes. São onívoros oportunistas, caçadores roedores e outros pequenos mamíferos (p. ex. saguis-de-tufo-branco e subadultos de preguiças-de-bentinho e guaribas-de-mãos-ruivas), bem como pássaros, lagartos e invertebrados, e escalam árvores para obter frutas e mel. Localizam a presa principalmente pelo cheiro, tendo uma visão relativamente fraca, e a caçam ativamente uma vez localizada, em vez de perseguir ou usar táticas de emboscada. Um exemplo interessante de estocagem foi observado entre as iraras: uma irara pega bananas verdes, que não são comestíveis, e as deixam amadurecer em um esconderijo, voltando alguns dias depois para consumir a polpa amolecida.
Tem facilidade para ficar com o corpo ereto, sobretudo para vistoriar áreas não familiares, e são escaladores experientes, usando suas longas caudas para se equilibrar. No solo ou em grandes galhos de árvores horizontais, usam um galope saltitante quando se movem em alta velocidade. Ainda que com membranas interdigitais propícias para nado, geralmente evitam a água em cativeiro, mas já se registro exemplares nadando na natureza. Vivem em árvores ocas ou em tocas no solo. Certos indivíduos mantêm áreas de vida relativamente grandes, com áreas de até 24 quilômetros quadrados (9,3 milhas quadradas) registradas. Estudos de radiotelemetria de uma fêmea mostraram que, enquanto com seus filhotes, tinha uma área de vida de 225 hectares (2,25 quilômetros quadrados), que se estendeu para 900 hectares (9 quilômetros quadrados) aquando da partida deles. Houve, também, registro de sobreposição de áreas de vida no Belize, indicando que a espécie não tem padrões de defesa de seu território. Podem viajar pelo menos seis quilômetros (3,7 milhas) em uma única noite, com outras fontes apontando valores entre dois e oito quilômetros.

### Reprodução

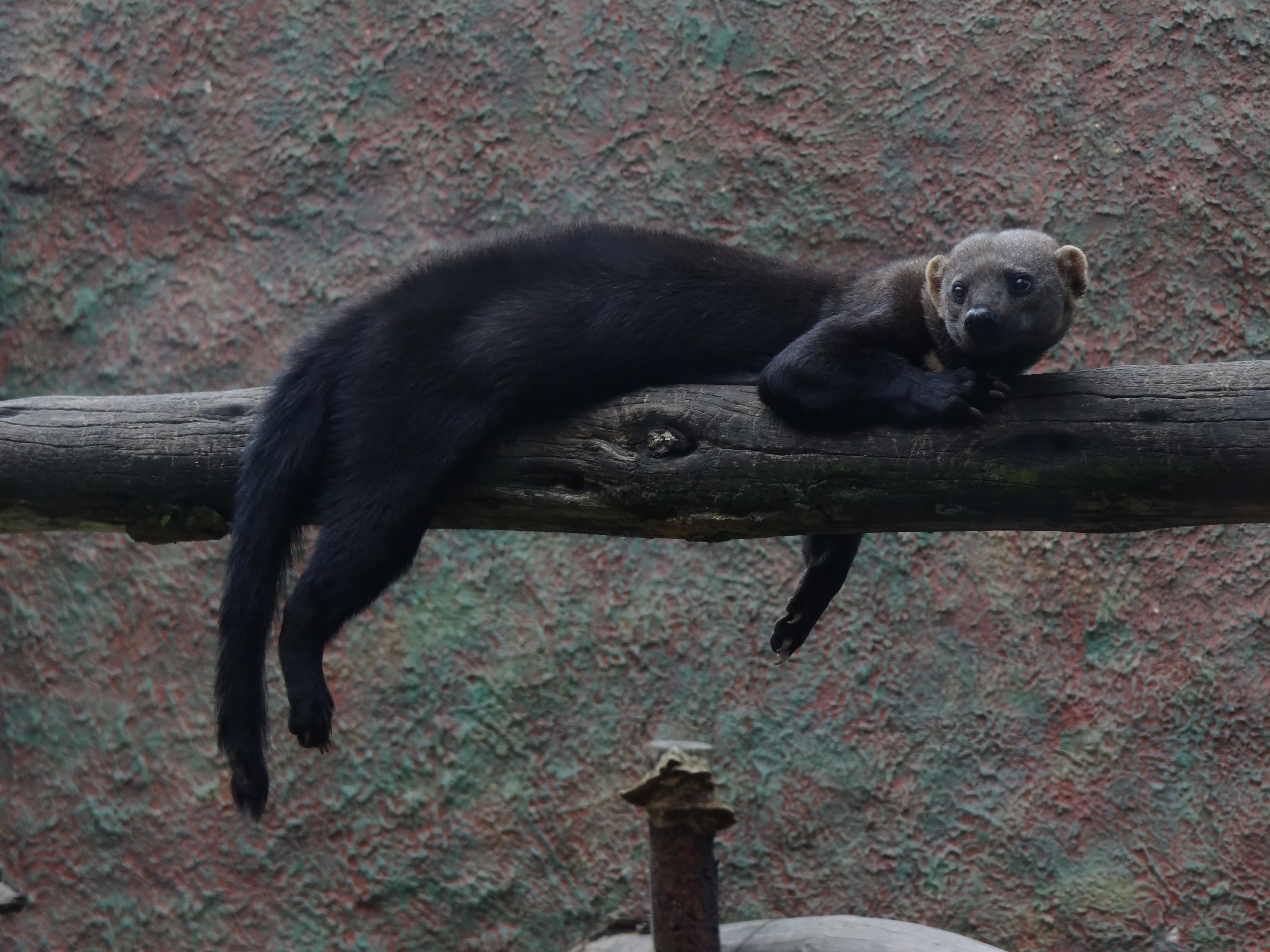
Irara recostada sobre um galho

As iraras constroem tocas em árvores ocas ou buracos no chão e se reproduzem o ano todo. O ciclo estral dura 52 dias em fêmeas jovens e 93 em fêmeas mais velhas, com as fêmeas entrando em estro várias vezes ao ano, por 3 a 20 dias de cada vez. Ao contrário de alguns outros mustelídeos, não apresentam diapausa embrionária e a gestação dura de 63 a 67/70 dias. A fêmea dá à luz de um a quatro filhotes, dos quais cuida sozinha, e são mais comuns os nascimentos de gêmeos.
Os jovens são altriciais, nascem cegos e de orelhas fechadas, mas já estão cobertos por uma pelagem cheia de pelo preto; pesam cerca de 100 gramas (3,5 onças) ao nascer. Seus olhos se abrem com 35 a 47 dias, e deixam a toca logo depois. Começam a ingerir alimentos sólidos por volta dos 70 dias de idade e são totalmente desmamados aos 100 dias, quando iniciam excursões exploratórias do ambiente. O comportamento de caça começa logo aos três meses, e a mãe inicialmente traz sua jovem presa ferida ou lenta para praticar enquanto aprimora sua técnica de matar. Dos 100 aos 200 dias, abandonam a toca e caçam junto da mãe. Os jovens estão totalmente crescidos por volta dos 6 meses de idade e deixam a mãe para estabelecer seu próprio território por volta dos 10 meses. Os machos atingem a maturidade sexual aos 18 meses e as fêmeas aos 22 meses. Há uso de vocalização para comunicação e as fêmeas tendem a ser mais atentas aos filhotes ao longo de ninhadas sucessivas.

## Conservação

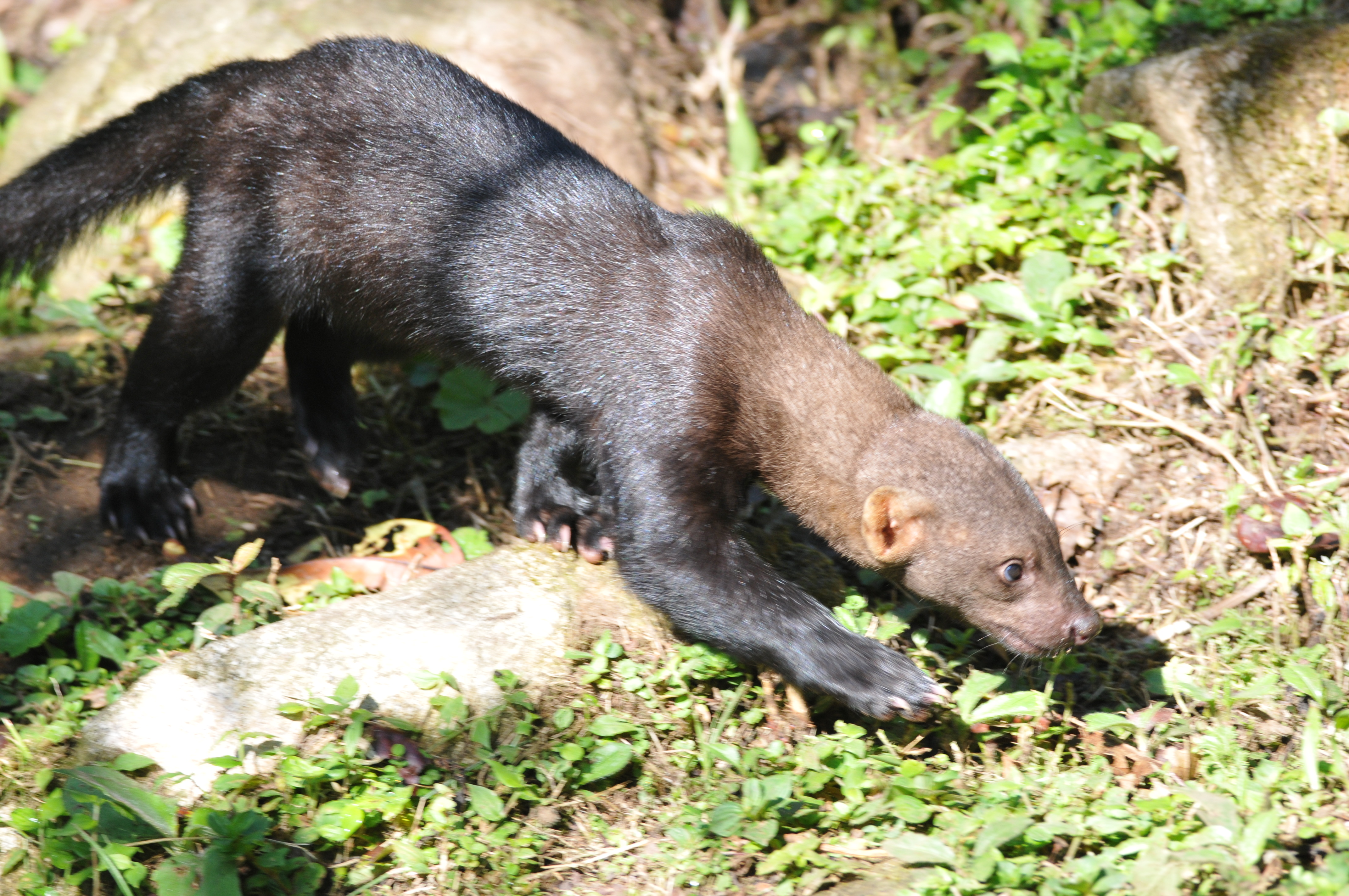
Exemplar na floresta nublada de Manu, no Peru

As populações de iraras selvagens estão diminuindo lentamente, especialmente no México, devido à destruição do habitat para fins agrícolas. Outros fatores incluem atropelamentos; a aproximação com animais domésticos, o que pode gerar competição por recursos e transmissão de doenças; morte acidental durante a queima de canaviais; e conflitos com avicultores, apicultores e agricultores devido a danos causados em colmeias artificiais, predação de galinhas, pomares e cultivos de frutas. A espécie é listada como pouco preocupante na Lista Vermelha da União Internacional para a Conservação da Natureza (UICN), exceto para sua subespécie E. b. senex que é classificada como vulnerável. A espécie foi incluída por Honduras no Apêndice III da Convenção sobre o Comércio Internacional das Espécies da Fauna e da Flora Silvestres Ameaçadas de Extinção. No Brasil, foi classificada como menos preocupante nas listas de São Paulo e Paraná, mas vulnerável no Rio Grande do Sul. Até 2003, não constava na lista nacional de fauna ameaçada do Ministério do Meio Ambiente.